# Alma Hinding
Alma Hinding (11 de febrero de 1882 – 24 de diciembre de 1981) fue una actriz cinematográfica de nacionalidad danesa, activa en la época del cine mudo. 

## Biografía
Su nombre completo era Alma Rekstad Hinding, y nació en Svendborg, Dinamarca. No llegó a formarse como actriz, y llegó al cine gracias a un anuncio de periódico de 1912 en el cual la compañía Nordisk Film, fundada por Ole Olsen, buscaba "señoritas". Hubo 200 solicitantes, de las cuales se seleccionó a 9, siendo Hinding la única contratada. En un principio hizo pequeños papeles como extra, interpretando también algunos de reparto, pasando con el tiempo a encarnar personajes cada vez más importantes, llegando a ser una de las actrices más productivas de Nordisk Film. Desde 1912 a 1917 trabajó en más de 100 películas. Tras su etapa con Nordisk Film, fue profesora en la primera escuela de cine de Dinamarca. Rodó su última película en 1919 para Astra Film, aunque se estrenó en 1922.
Alma Hinding estuvo casada con el director del Casino Teater. Ella falleció en 1981, y fue enterrada en el Cementerio Bispebjerg.

## Filmografía
- 1912 : Dødsspring til Hest fra Cirkuskuplen, de Eduard Schnedler-Sørensen
- 1912 : Dødsangstens Maskespil, de Eduard Schnedler-Sørensen
- 1912 : Den glade Løjtnant, de Robert Dinesen
- 1912 : Dødens Brud, de August Blom
- 1912 : Guvernørens Datter, de August Blom
- 1912 : Shanghai'et, de Eduard Schnedler-Sørensen
- 1912 : Den Stærkeste, de Eduard Schnedler-Sørensen
- 1912 : Historien om en Moder, de August Blom
- 1912 : Hotellets nye Skopudser, de Eduard Schnedler-Sørensen
- 1912 : Lynstraalen, de Robert Dinesen
- 1912 : Den kære Afdøde, de Eduard Schnedler-Sørensen
- 1912 : Mellem Storbyens Artister, de Eduard Schnedler-Sørensen
- 1912 : Kommandørens Døtre, de Leo Tscherning
- 1913 : Bristet Lykke, de August Blom
- 1913 : Atlantis, de August Blom
- 1913 : Mens Pesten raser, de Holger-Madsen
- 1913 : Elskovs Magt, de August Blom
- 1913 : Den gamle Majors Ungdomskærlighed, de Axel Breidahl
- 1913 : Under Savklingens Tænder, de Holger-Madsen
- 1913 : Sladder, de Christian Schrøder
- 1913 : Hvem var Forbryderen?, de August Blom
- 1913 : Flugten gennem Luften, de August Blom
- 1913 : Djævelens Datter, de Robert Dinesen
- 1913 : Fader og Søn, de Eduard Schnedler-Sørensen
- 1913 : Scenen og Livet, de Robert Dinesen
- 1913 : Hans vanskeligste Rolle, de August Blom
- 1913 : Hustruens Ret, de Leo Tscherning
- 1913 : Den hvide Dame, de Holger-Madsen
- 1913 : Livets Blændværk, de Eduard Schnedler-Sørensen
- 1913 : De Nygifte, de Sofus Wolder
- 1913 : Kongens Foged, de Sofus Wolder
- 1913 : Skandalen paa Sørupgaard, de Hjalmar Davidsen
- 1913 : Broder mod Broder, de Robert Dinesen
- 1913 : Prinsesse Elena, de Holger-Madsen
- 1913 : Vennerne fra Officersskolen, de Eduard Schnedler-Sørensen
- 1913 : Den kvindelige Dæmon, de Robert Dinesen
- 1913 : Frk. Studenten, de Sofus Wolder
- 1913 : Dobbeltgængeren
- 1913 : Giftslangen, de Hjalmar Davidsen
- 1913 : Under Blinkfyrets Straaler, de Robert Dinesen
- 1913 : Den tapre Jacob, de Sofus Wolder
- 1913 : Den bortførte Brud, de Sofus Wolder
- 1914 : Under Skæbnens Hjul, de Holger-Madsen
- 1914 : Et vanskeligt Valg, de Holger-Madsen
- 1914 : Under falsk Flag, de Sofus Wolder
- 1914 : Millionærdrengen, de Holger-Madsen
- 1914 : Søndagsjægerens Jagtæventyr, de Eduard Schnedler-Sørensen
- 1914 : Hægt mig i Ryggen, de Sofus Wolder
- 1914 : Søvngængersken, de Holger-Madsen
- 1914 : Kvindehadernes Fald, de Eduard Schnedler-Sørensen
- 1914 : Snustobaksdaasen, de Sofus Wolder
- 1914 : Vasens Hemmelighed, de August Blom
- 1914 : Perlehalsbaandet, de Sofus Wolder
- 1914 : Skyldig? - ikke skyldig?, de Karl Ludwig Schröder
- 1915 : Evangeliemandens Liv, de Holger-Madsen
- 1915 : Kærlighedens Triumf, de Holger-Madsen
- 1915 : Manden med Staalnerverne, de A.W. Sandberg
- 1915 : Drankersken, de Hjalmar Davidsen
- 1915 : En Vandgang, de Lau Lauritzen Sr.
- 1915 : Brandmandens Datter , de Alfred Cohn
- 1915 : Appetit og Kærlighed, de A.W. Sandberg
- 1915 : Stribolt paa Kærlighedsstien, de A.W. Sandberg
- 1915 : I de unge Aar, de Alfred Cohn
- 1915 : Trold kan tæmmes, de Holger-Madsen
- 1916 : Midnatssolen, de Robert Dinesen
- 1916 : Hvo, som elsker sin Fader, de Holger-Madsen
- 1916 : Grubeejerens Død, de George Schnéevoigt
- 1916 : Bladkongen, de Alexander Christian
- 1916 : Det stjaalne Navn, de Alexander Christian
- 1916 : Hendes Ungdomsforelskelse, de Martinius Nielsen
- 1916 : De mystiske Z-Straaler, de George Schnéevoigt
- 1916 : Gaardsangersken, de Alfred Cohn
- 1916 : Spejlets Spaadom, de Hjalmar Davidsen
- 1916 : Rovedderkoppen, de August Blom
- 1916 : Livets Genvordigheder, de Alexander Christian
- 1916 : Penge, de Karl Mantzius
- 1916 : Pro Patria, de August Blom
- 1916 : Kærlighedslængsel, de August Blom
- 1916 : Den ædle Skrædder, de Lau Lauritzen Sr.
- 1917 : Manden uden Smil, de Holger-Madsen
- 1917 : Studenterkammeraterne, de Hjalmar Davidsen
- 1917 : Nattevandreren, de Holger-Madsen
- 1917 : Fange Nr. 113, de Holger-Madsen
- 1917 : Ridderen af den bedrøvelige Skikkelse, de Lau Lauritzen Sr.
- 1917 : Kvinden med de smukke Øjne, de Alexander Christian
- 1917 : Ansigtet lyver I, de Alexander Christian
- 1917 : Ansigtet lyver II, de Alexander Christian
- 1917 : Hjertekrigen paa Ravnsholt, de Robert Dinesen
- 1917 : En ensom Kvinde, de August Blom
- 1918 : Sfinxens Hemmelighed, de Robert Dinesen
- 1918 : Krig og Kærlighed, de Holger-Madsen
- 1918 : Glædens Dag, de Alexander Christian
- 1918 : Krondiamanten, de Emanuel Gregers
- 1918 : Livets Stormagter, de Alfred Cohn
- 1919 : Konkurrencen, de Robert Dinesen
- 1920 : En Skuespillers Kærlighed, de Martinius Nielsen
- 1920 : Jeg elsker Dem, Tusnelda, de Lau Lauritzen Sr.
- 1922 : Timeglasset, de Fritz Magnussen